# Domenico Capranica
Domenico Capranica (Capranica Prenestina, 31 maggio 1400 – Roma, 14 agosto 1458) è stato un cardinale, vescovo cattolico e umanista italiano.
Ebbe grande influenza sulla vita ecclesiale del XV secolo, al punto che avrebbe potuto essere eletto papa al posto di Pio II.

## Biografia
Era figlio di Niccolò Pantagati da Capranica e di sua moglie, Iacobella. Domenico, col quale iniziarono le fortune della famiglia che prendeva nome dalla originaria Capranica Prenestina, feudo dei Colonna fino al 1563, fu personaggio di spicco nella Roma della prima metà del Quattrocento. Nato col secolo, si formò alle Università di Padova e di Bologna, dove fu allievo tra gli altri del giurista Floriano Sampieri.

### Carriera ecclesiastica
Iniziò la sua carriera ecclesiastica e politica col papa Colonna Martino V: prima come chierico della Camera Apostolica nel 1423, vescovo di Fermo l'anno seguente, governatore di Forlì nel 1426, riuscendo ad impedire il ritorno di Antonio Ordelaffi, cardinale del titolo di Santa Maria in Via Lata nel 1430. Fu paciere fra Firenze e il Ducato di Milano.
In seguito alla morte di papa Martino V, la porpora cardinalizia gli fu contestata; venne definitivamente riconosciuta solo due anni dopo, mentre partecipava al concilio di Basilea; concilio al quale il Capranica prese parte dal 1438 al 1443 - seguendolo nei trasferimenti a Ferrara prima e poi a Firenze - durante il papato di Eugenio IV. Nel 1443 veniva promosso vicario generale della marca di Ancona. Da papa Niccolò V Domenico riceveva, nel 1449, la nomina a Penitenziere maggiore, che l'avrebbe impegnato nell'imminente Giubileo e che richiedeva la sua stabile presenza a Roma; intorno a quella data egli avviò i lavori per la sua nuova residenza presso il Pantheon, nella piazza di Santa Maria in Aquiro.
Nel 1453 si rese benemerito del papa, denunciando la congiura di Stefano Porcari, e nell'ultimo periodo della non lunga vita svolse importanti incarichi diplomatici, in particolare presso il re di Napoli Alfonso V d'Aragona (1453).
Domenico Capranica fu un buon umanista (nel suo palazzo raccolse una preziosa biblioteca di codici, conservato alla Biblioteca Apostolica Vaticana), ma soprattutto cultore degli studi teologici e filosofici ed autore di opuscoli di argomento morale, ecclesiastico e politico.

### Fondatore dell'Almo collegio Capranica
Due anni prima della morte fondò il Collegio dei poveri scolari della Sapienza Firmana, oggi Almo collegio Capranica. La denominazione originaria era motivata dalla sua carica di vescovo di Fermo; ragione per la quale anche la piazza fu chiamata, per un certo periodo, "del Cardinale di Fermo". Il Collegio era destinato a giovani di umile condizione, romani di nascita, ma con l'eccezione per i fermani, che avevano deciso di intraprendere la carriera ecclesiastica, perché studiassero soprattutto teologia e diritto canonico. Veniva così anticipata di un secolo l'istituzione dei seminari, decisa dal Concilio di Trento nel 1563.
Il Capranica predispose ogni cosa perché il progetto andasse in porto. Ne assicurò il mantenimento con le rendite immobiliari: una casa detta "delle due torri" presso Sant'Agostino ed un'altra in piazza di Pietra, nella parrocchia di Santo Stefano del Trullo; i due casali fuori porta Maggiore detti Boccamazzi e Monumento che formarono la tenuta della "Sapienza": l'attuale borgata di Tor Sapienza. Fissò regole precise per ogni aspetto della vita collegiale, redigendone personalmente le Constitutiones: significativi, per quei tempi di non eccessivo rigore, gli obblighi per i futuri sacerdoti della messa quotidiana, del celibato ecclesiastico, dell'obbedienza al Papa, dello studio costante della teologia e in particolare di San Tommaso.
Gli alunni dovevano governarsi da soli, eleggendo tra di loro il rettore, i consiglieri e i bibliotecari, che dovevano essere confermati dai patroni e rimanevano in carica un anno. Il Capranica volle affidare la tutela e l'amministrazione all'autorità dei Conservatori dell'Urbe, dei Capi Rione e soprattutto dei Guardiani dell'Arciconfraternita del Santissimo Salvatore ad Sancta Sanctorum, Confraternita alla quale egli stesso era iscritto, i quali assicurarono la loro disponibilità in tal senso il 24 dicembre 1456. Il 5 gennaio 1457 - data ritenuta come quella di fondazione dell'istituto - avvenne la presa in consegna dei beni.

### Morte
Domenico Capranica morì il 14 agosto 1458, sei giorni dopo la morte di papa Callisto III, al quale era ormai dato per scontato dovesse succedere: a un passo, dunque, dal massimo riconoscimento di una straordinaria carriera. Fu sepolto nella cappella gentilizia che aveva ottenuto nel 1449 in Santa Maria sopra Minerva, chiesa dell'ordine domenicano da lui prediletto, nel monumento funebre scolpito da Andrea Bregno che gli eresse il fratello Angelo, suo erede ed esecutore testamentario (il testamento, sottoscritto il 13 agosto 1458, è conservato presso l'archivio Barberini).